# Cleistes silveirana
Cleistes silveirana är en orkidéart som beskrevs av Frederico Carlos Hoehne och Schltr.. Cleistes silveirana ingår i släktet Cleistes, och familjen orkidéer. Inga underarter finns listade i Catalogue of Life.